# Chrysometa cambara
Chrysometa cambara är en spindelart som beskrevs av Claude Lévi 1986. Chrysometa cambara ingår i släktet Chrysometa och familjen käkspindlar. Inga underarter finns listade i Catalogue of Life.